# Estrella Cabeza Candela
Estrella Cabeza Candela (Sevilla, 20 februari 1987) is een tennisspeelster uit Spanje.
Zij begon op zevenjarige leeftijd met het spelen van tennis. Haar favoriete ondergrond is hardcourt. Zij speelt rechtshandig en heeft een tweehandige backhand.

## Loopbaan

### Enkelspel
Cabeza Candela debuteerde in 2002 op het ITF-toernooi van haar geboorteplaats Sevilla (Spanje). Zij stond in 2004 voor het eerst in een finale, op het ITF-toernooi van Pontevedra (stad) (Spanje) – zij verloor van landgenote Lucía Jiménez Almendros. In 2005 veroverde Cabeza Candela haar eerste titel, op het ITF-toernooi van Les Franqueses del Vallès (Spanje), door de Duitse Justine Ozga te verslaan. Tot op hedenmei 2016 won zij elf ITF-titels, de meest recente in 2015 in Vinaròs (Spanje).
In 2007 kwalificeerde Cabeza Candela zich voor het eerst voor een WTA-hoofdtoernooi, op het toernooi van Bogota. Haar beste resultaat op de WTA-toernooien is het bereiken van de halve finale, eenmaal op het toernooi van Palermo in 2013 en nog een keer op het toernooi van Hobart in 2014.
In 2013 speelde zij op Wimbledon haar eerste grandslamtoernooi.

### Dubbelspel
Cabeza Candela was in het dubbelspel minder actief dan in het enkelspel. Zij debuteerde in 2002 op het ITF-toernooi van haar geboorteplaats Sevilla (Spanje), samen met landgenote Nuria Sánchez García. Zij stond in 2004 voor het eerst in een finale, op het ITF-toernooi van Tortosa (Spanje), samen met landgenote Katia Sabate Orera – zij verloren van het Spaanse duo Marta Fraga Pérez en Nuria Sánchez García. Later dat jaar veroverde Cabeza Candela haar eerste titel, op het ITF-toernooi van Mallorca (Spanje), samen met landgenote Adriana González Peñas, door het Deense duo Karina Jacobsgaard en Hanne Skak Jensen te verslaan. Tot op hedenmei 2016 won zij dertien ITF-titels, de meest recente in 2015 in Vinaròs (Spanje).
In 2006 speelde Cabeza Candela voor het eerst op een WTA-hoofdtoernooi, op het toernooi van Palermo, samen met landgenote Laura Pous Tió. Zij bereikten er de tweede ronde.

## Posities op deWTA-ranglijst
Positie per einde seizoen:
| jaartal | ranking enkelspel | ranking dubbelspel |
| ------- | ----------------- | ------------------ |
| 2003    | 929               | 757                |
| 2004    | 530               | 609                |
| 2005    | 567               | 690                |
| 2006    | 243               | 268                |
| 2007    | 318               | 213                |
| 2008    | 174               | 311                |
| 2009    | 229               | 348                |
| 2010    | 261               | 195                |
| 2011    | 161               | 196                |
| 2012    | 124               | 474                |
| 2013    | 111               | 669                |
| 2014    | 202               | 1279               |
| 2015    | 393               | 478                |

## Prestatietabel grandslamtoernooien
| Legenda | Legenda                          |
| ------- | -------------------------------- |
| g.t.    | geen toernooi gehouden           |
| l.c.    | lagere categorie                 |
| –       | niet deelgenomen                 |
| G       | uitgeschakeld in de groepsfase   |
| 1R      | uitgeschakeld in de eerste ronde |
| 2R      | uitgeschakeld in de tweede ronde |
| 3R      | uitgeschakeld in de derde ronde  |
| 4R      | uitgeschakeld in de vierde ronde |
| KF      | uitgeschakeld in de kwartfinale  |
| HF      | uitgeschakeld in de halve finale |
| F       | de finale verloren               |
| W       | het toernooi gewonnen            |
| w-v     | winst/verlies-balans             |

### Enkelspel
| Toernooi        | 2013 | 2014 |
| --------------- | ---- | ---- |
| Australian Open | –    | –    |
| Roland Garros   | –    | 1R   |
| Wimbledon       | 1R   | –    |
| US Open         | 1R   | –    |